# Église Saint-Melaine de Saint-Melaine-sur-Aubance
L'église Saint-Melaine est une église située à Saint-Melaine-sur-Aubance, en France.

## Localisation
L'église est située dans le département français de Maine-et-Loire, sur la commune de Saint-Melaine-sur-Aubance.

## Historique
L'édifice est inscrit au titre des monuments historiques en 1972.